# Список залов Государственного Исторического музея

## Характеристика

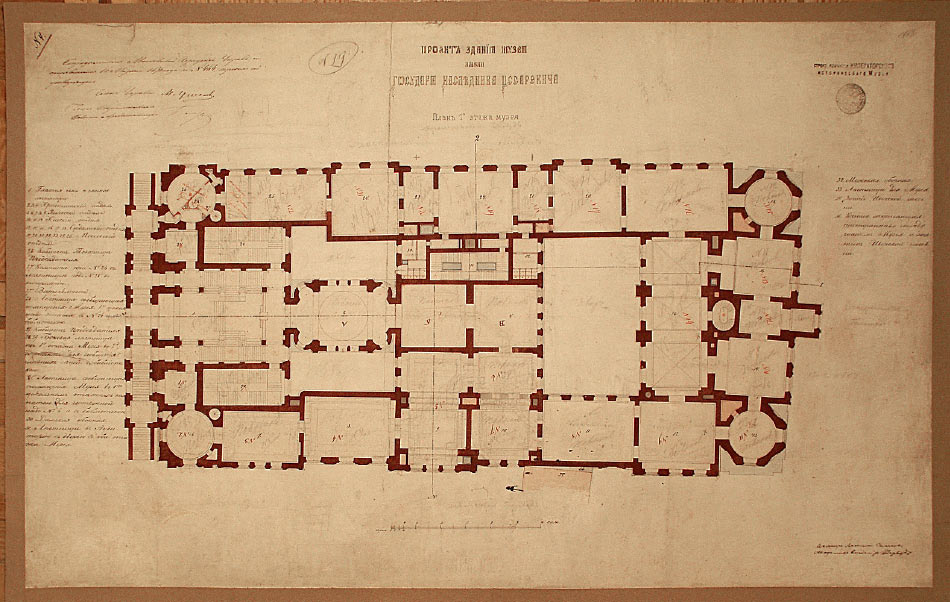
План первого этажа

Залы первого этажа являются ценными экспонатами и произведениями искусства. При оформлении многих из них были сделаны копии памятников истории и архитектуры, многие из которых были впоследствии утрачены. Современный облик интерьеров музея был восстановлен в ходе реконструкции 2001 года, все залы обрели вид согласно изначальным эскизам Шервуда и Попова.

### Парадные сени
«Парадные сени» — первое пространство, в которое попадают посетители. На потолке находится генеалогическое древо императорской семьи — роспись артели Фомы Торопова. В композицию входят 68 ростовых портретов российских государей. В основании древа стоят князь Владимир и княгиня Ольга, они символически поливают его корни из алавастров. Последними в ряду государей изображены Александр III и Мария Фёдоровна, при которых был открыт музей. (Подробней см.: Древо государей Российских#Исторический музей).
По свидетельству главного архитектора музея в начале XX века Генриха Антоновича Короткова, изначально каждый из 68 портретов был написан на отдельном холсте-медальоне и уже потом прикреплён к потолку. В 1937 году, когда НКВД отдало приказ уничтожить историческое оформление залов, бригадир команды маляров решил скрыть холсты под слоем побелки. Спустя почти пятьдесят лет это позволило восстановить оригинальный рисунок. После реставрации 2000-х в арке напротив входа разместили позолоченную скульптуру трубящего ангела Фамы. Эта фигура в 1928 году была сброшена с Красных ворот. В день их сноса один из основателей Общества друзей ГИМ Николай Левинсон сумел подобрать скульптуру и тайно перевезти в музей, в запасниках которого она пролежала более полувека.

### Первый этаж
От Парадных сеней налево уходит ряд залов первого этажа — с 1-го по 21-й. Экспозиция посвящена истории России от древнейших времён до начала правления Петра I.
Прямо через сени находятся литерные залы, где показаны выдающиеся изделия из золота разных времён и народов: экспозиция «Золото». В современной экспозиции музея литерные залы отведены под выставку изделий из золота, каждый посвящён определённой области применения драгоценного металла.
Правее от них расположен небольшой зал, в котором воссоздан рабочий кабинет основателей музея — Забелина и Уварова.
На момент открытия в 1881 году в музее из 47 запланированных были закончены только 11 первых залов первого этажа, начиная с первобытности. Именно они получили самое богатое декоративное оформление. Остальные залы первого этажа не были закончены к 1883 году, из отделки были готовы только мозаичные полы. Реконструкция 1930-х под руководством Бурова не ставила целью создание выразительных интерьеров: в 1936—1937 годах, в связи с открытием новой экспозиции Исторического музея, была проведена масштабная реконструкция залов. Во многих залах начиная с 12-го росписи были забелены, архитектурные детали интерьеров частично разрушены. Восстановить их удалось во время реставрационных работ 1990-х годов. В период этой новейшей реставрации получили оформление согласно изначальному проекту Попова конца XIX века — по сохранившимся чертежам.

### Второй этаж
На втором этаже находятся залы под номерами от 22 до 36, в них представлена история России от Петра I до Александра III. На третьем этаже проводятся временные выставки.
Их оформление проводилось значительно позже открытия музея и отличается от первого этажа значительно более сдержанным видом. В 25-м зале находится вход в читальный зал отдела рукописей, в 28-м — в отдел изобразительных материалов.

## Список
| Иллюстрация                             | Название | Описание |
| --------------------------------------- | --- | --- |
| Первый этаж                             | | |
|                                         | Парадные сени | Потолочные фрески с генеалогическим древом российских государей, артель Фомы Торопова. |
| Литерные залы («Христианская анфилада») | | |
|                                         | Зал «А», «Византийский зал» | Выполнен в подражание храму Святой Софии в Стамбуле. Скопирована мозаика «Император Лев VI преклоняет колени перед Иисусом Христом» и др. Христианская анфилада украшена копиями фресок из римских катакомб святых Каллиста, Прискиллы, Агнессы, Корнилия, Претекстата и Люцины. Экспозиция «Золото. Металл богов». В настоящее время зал разделён на две части, в первой показаны предметы церковного искусства православной Руси. Во второй части зала выставлены памятники XII—XIX веков других христианских конфессий. |
|                                         | Зал «Б» | Металл царей и символ власти — в этом зале представлены самородки, государственные эталоны веса и длины, монеты и медали, полковое серебро, ордена, наградное оружие. Также в анфиладе цитируются: Татевский монастырь (Армения), монастырь Пантократора (Стамбул), собор Монреале (Палермо). Также анфилада украшена копиями фресок из римских катакомб святых Каллиста, Прискиллы, Агнессы, Корнилия, Претекстата и Люцины. |
|                                         | Зал «В» | Из равеннского мавзолея Галлы Плакидии взята композиция «Добрый Пастырь», а пол, где изображен голубь с оливковой ветвью, — копия мозаичного покрытия из катакомб святой Елены в Риме, раскопанного в 1838 году. Символ богатства и роскоши — здесь представлены золотые ювелирные изделия с античных времён до конца XX века. Параллельный показ предметов разных культур и эпох демонстрирует общие тенденции и взаимовлияние златокузнечного дела разных стран. |
|                                         | Приемная | Историческое убранство не сохранилось. |
|                                         | Кабинет председателя Управления Императорского Российского исторического музея                                                  | Был оформлен в "русском стиле". В 1950-х гг. интерьер был переоформлен в стиле барокко для размещения экспозиции, посвященной середине XVIII столетия. В 1987 г. была раскрыта и восстановлена первоначальная художественная отделка. Оба смежных помещения используются для небольших временных выставок. |
| Номерные залы                           | | |
|                                         | Зал № 1. Эпоха праобщины. Ранний и средний палеолит                                                                             | Квадратный в плане зал украшен лепными карнизами и орнаментами, скопированными с древних гончарных изделий. Эти же мотивы отражены в мозаике пола. В первые годы работы музея в этом зале располагалась экспозиция памятников каменного периода. |
|                                         | Зал № 2. Эпоха раннепервобытной общины. Поздний палеолит                                                                        | Круглый зал в юго-восточной башне. Изначально в нём экспонировали памятники неолита. Зал декорирован лепниной и орнаментами, скопированными с археологических находок во Владимирской губернии - деревни Волосово на Оке. Декоративный фриз «Каменный век» в верхней части стен написал Виктор Васнецов в 1885 году. |
|                                         | Зал № 3. Завершение формирования раннепервобытной общины. Мезолит. Эпоха позднепервобытной общины. Неолит                       | В этом зале начиналась экспозиция памятников металлического периода и бронзы. В оформлении использованы космогонические символы и орнаменты различных культур. Так, например, верх дверного проёма декорирован символом плодородия — свастикой, а также ромбами, характерными для оружия народов Сибири. Лепнина со змеями вокруг окон вдохновлена изделиями кобанской культуры Кавказа. |
|                                         | Зал № 4. Распад первобытной общины. Энеолит Юга. Бронзовый век                                                                  | Тематику экспонируемой эпохи отражает оформление бронзовых наличников карнизов и арочных проёмов. Использованы рисунки наиболее ярких орнаментов и изображений с археологических предметов разных эпох: конца эпохи бронзы, раннего железного века и раннего средневековья на территории Российской империи: с бронзовых браслетов, найденных в курганах Санкт-Петербургской губернии, узор предметов из курганов Владимирской и Ярославской губернии, мотивы найденных в Сибири кинжалов и бронзовых изделий из мерянских и муромских курганов и др. |
|                                         | Зал № 5. «Памятники металлического периода». Первая половина — третья четверть первого тысячелетия до нашей эры. Скифская эпоха | Карнизы и арки дверных проёмов декорированы в «зверином стиле» по образцу находок в мерянских и скифских курганах, узор мозаики пола повторяет гончарные узоры из курганов Владимирской и Ярославской губернии. Рельеф над дверным проемом с фантастической птицей вдохновлен сибирским золотым украшением из Эрмитажа. |
|                                         | Зал № 6. «Древности скифские и сарматские». Восточная Европа и античный мир                                                     | Ступенчатый свод потолка и узор мозаики пола воспроизводят внутреннее пространство керченской гробницы Куль-Оба IV века до н. э. Рисунки фризов верхней части потолка скопированы с реальных образцов из склепа у горы Митридат, кургана Чертомлык, усыпальницы Анфистерия. |
|                                         | Зал № 7. «Первый Киевский». Эпоха Великого переселения народов                                                                  | Изначально этот зал отражал временной период от 988 до 1054 года. Поэтому отделка зала была выдержана в стиле убранства киевского Софийского собора. В настоящее время экспозиция отражает культуру тех племён, которые впоследствии сформировали уклад жизни в Древней Руси. |
|                                         | Зал № 8. «Второй Киевский». Формирование Древнерусского государства                                                             | Этот зал также оформлен в стиле Софийского собора. На стенах воспроизведены орнаменты из Остромирова Евангелия 1056 года и Изборника Святослава 1073-го. После реконструкции 1930-х годов в зале демонстрируются предметы быта восточнославянских племён конца IX — начала XII веков. |
|                                         | Зал № 9, «Новгородский зал». Древнерусский город                                                                                | Один из самых богато декорированных залов первого этажа. По проекту А. П. Попова и Н. В. Никитина оформляли зал палехские мастера артели Н. М. Сафронова. Стены и потолок расписаны копиями фресок из церкви Спаса на Нередице, особенно ценными после разрушения оригинала в 1942 году. Также цитируются церковь Святого Георгия на Старой Ладоге, иконы «Битва новгородцев с суздальцами», план древнего Новгорода с иконы «Знамение» из церкви Михаила Архангела. Установлена копия Корсунских ворот Новгородской Софии. Мозаичный пол вдохновлен орнаментом из церкви Святого Георгия на Старой Ладоге, а арочные проемы украшены по образцу порталов Софии Новгородской..                                                                                          |
|                                         | Зал № 10, «Владимирский зал». Жизнь Древнерусского государства в период феодальной раздробленности                              | Круглый зал угловой северо-восточной башни. Барельефы зала являются слепками Дмитриевского собора Владимира, роспись стен и мозаика скопированы из Успенского собора. Посвящён жизни древнерусского государства в период феодальной раздробленности. |
|                                         | Зал № 11. «Суздальский зал». Культура Древней Руси IX — первой половины XIII века                                               | Последний зал, открытый для посещения в 1883 году, однако оформление было закончено только в 1891-м. Роспись пола и его мозаики копируют фрески Успенского собора во Владимире. Барельефы на стенах и арках являются слепками резьбы Георгиевского собора Юрьево-Польского. Установлена копия южных врат Рождественского собора в Суздале. |
|                                         | Зал № 12. «Памятники Ростова Великого и Ярославля» Нашествие монголов на Русь и борьба против захватчиков                       | Отделка этого зала была закончена в 1902 году, она включала в себя копии портала Успенского собора в Ростове и керамические фризы дворца угличского дворца царевича Дмитрия. В 1936 году оформление было полностью разрушено. Новое оформление — в стиле средневековой мусульманской архитектуры (1950), темой экспозиции стала Золотая Орда. |
|                                         | Зал № 13. «Московский зал» Образование единого Российского государства                                                          | Первоначальная отделка зала (резные украшения собора Успения Богоматери на Городке в Звенигороде и Свято-Троицкого собора в Троице-Сергиевом монастыре), уничтожена в 1936 году. Его своды и оконные проёмы расписаны по мотивам шапки Мономаха. На западной стене находится панно «Московский Кремль в начале XV века». |
|                                         | Зал № 14 Русская культура XIV — начала XVI века                                                                                 | При оформлении интерьера в XX веке частично был использован неосуществленный проект архитектора А. П. Попова 1885 года. По чертежам обрамления окон и порталов были расписаны орнаментами из рукописных книг XIV века, на стенах зала воссозданы слепки белокаменной резьбы Рождественского собора Саввино-Сторожевского монастыря в Звенигороде. |
|                                         | Зал № 15 Город и деревня в XVI—XVII веках                                                                                       | Пол 1880-х годов по византийскому храмовому образцу. В 1937 году по проекту архитектора А. К. Бурова были выполнены гипсовый потолок и обрамление порталов. Потолок зала имитирует деревянные перекрытия итальянского зодчества конца XV века. Порталы зала копируют декоративные элементы порталов Архангельского собора Московского Кремля. Таким образом, оформление зала отсылает к русско-итальянским связям. |
|                                         | Зал № 16 Ремесло и торговля в XVI—XVII веках                                                                                    | Пол 1880-х годов по византийскому храмовому образцу. Художественное убранство зала выполнено в 1937 году по проекту архитектора А. К. Бурова. В оформлении зала использованы мотивы белокаменной резьбы из Теремного дворца Московского Кремля (1635—1636). Растительный орнамент порталов зала повторяет обрамление входов в царские покои; резные декоративные щиты — копии картушей из моленной палаты Теремного дворца. В 1950-е годы картуши были сбиты, но в 1990-х годах восстановлены. |
|                                         | Зал № 17 Сибирь в XVI—XVII веках                                                                                                | Три зала изначально задумывались посвященными эпохе Ивана Грозного и получили соответствующее оформление. В 1936 году была сбита лепнина, забелена живопись. В 1990-е годы реставраторы восстановили убранство, цитирующие московский Покровский собор. Стену украшает декоративный перспективный портал, копирующий южный портал центральной церкви Покровского собора. Потолок зала повторяет плоское, расписанное «под кирпич» перекрытие западной галереи Покровского собора. По периметру верхней части стен проходит карниз из гипсовых отливок, имитирующих изразцы XVI века. |
|                                         | Зал № 18 «Государев двор» и органы управления российским государством в XVI—XVII веках                                          | Коробовый свод имеет растительный орнамент, напоминающий изящный сканный узор на ювелирных изделиях XVI века. Лепной карниз, проходящий по периметру стен, повторяет декоративные элементы одной из глав Покровского собора. Образцом для оформления арочных входов с прямоугольным обрамлением послужили порталы юго-западной площадки храма. Над входами помещены рельефы двуглавых орлов на основе рисунка Малой государственной печати Ивана IV. В росписи над карнизом — ветви цветущей смоковницы (библейского дерева, символизирующего мир и благосостояние). В 1936—1937 годах отделка частично разрушена, восстановлена в 1990-х годах. |
|                                         | Зал № 19 Русская православная церковь XVI-XVII веков                                                                            | Использованы копии с архитектурных деталей Покровского собора. Установлен полихромный перспективный портал с аркой в виде раковины, копирующий северный портал центральной церкви Покровского собора. Карниз над порталом повторяет орнаментальный рисунок на одной из глав собора. Декоративное оформление завершили в 1903 году. В 1937 году интерьер был частично разрушен, зал лишился порталов, карнизов и других декоративных элементов. В 1990-х годах утраченное убранство зала было возвращено. |
|                                         | Зал № 20 Русская культура XVI-XVII веков                                                                                        | Мозаичные полы набраны в середине 1880-х годов артелью Седова. Остальная художественная отделка зала проводилась мастерами артелей И. И. Севрюгина и Н. М. Сафонова в 1898—1903 годах. Крестовый свод украшает роспись, созданная по рисункам рукописей XVI—XVII веков. На каждой грани свода — стилизованные изображения цветов и плодов ананаса — символа богатства. Образцом оформления арочного проема из зала 19 послужил восточный портал Успенского собора Троице-Сергиевой лавры. Выход в зал 21 и арочная ниша слева от него украшены рельефами Царь-пушки. Лепные карнизы выполнены по образцу фриза колокольни Ивана Великого. В 1937 году зал лишился росписей и лепной отделки. Проект реставрации первоначального убранства был разработан в 1980-е годы. |
|                                         | Зал № 21 Внешняя политика и вооруженные силы в России XVI-XVII веков                                                            | Зал перекрыт цилиндрическим сводом с растительным орнаментом, напоминающим парчу. Карниз копирует рисунок карнизов колокольни Ивана Великого. Вход в зал обрамляет расписной портал — копия северного входа в Успенский собор Троице Сергиевской лавры. У противоположной стены представлена кованая железная дверь из села Пурех, вотчины князя Д. М. Пожарского. Дубовая дверь на мраморную лестницу, обрамлена декоративным наличником, рельефный рисунок которого скопирован с резного деревянного подсвечника 1604 года из Дмитриевского собора во Владимире. В 1936 году зал повергся варварской реконструкции, отделка уничтожена. В середине 1980-х годов начались работы по воссозданию первоначального интерьера зала.                                        |
| Второй этаж                             | | |
|                                         | Зал № 22. Российская империя в эпоху Петра I. Первая четверть XVIII века.                                                       | [ 33 ] |
|                                         | Зал № 23. Россия при преемниках Петра I. 1725—1762 гг.                                                                          | [ 34 ] |
|                                         | Зал № 24. Традиционная народная культура послепетровского времени                                                               | [ 35 ] |
|                                         | Зал № 25. Россия во второй половине XVIII века. «Просвещенный абсолютизм».                                                      | [ 36 ] |
|                                         | Зал № 26. Самодержавие, российское общество и Великая Французская революция 1789 г. Россия при Павле I. 1796—1801 гг.           | [ 37 ] |
|                                         | Зал № 27. Россия в системе международных отношений во 2-й пол. XVIII века                                                       | [ 38 ] |
|                                         | Зал № 28. Экономика и сословия Российской империи XVIII- 1-й пол. XIX века                                                      | [ 39 ] |
|                                         | Зал № 29 Екатерининский зал Повседневная жизнь дворянства в 1-й четверти XIX века                                               | [ 40 ] |
|                                         | Зал № 30 Дороги России | [ 41 ] |
|                                         | Зал № 31. Россия в эпоху императора Александра I. Самодержавие и общество                                                       | [ 42 ] |
|                                         | Зал № 32. Россия в эпоху императора Николая I. Самодержавие и общество                                                          | [ 43 ] |
|                                         | Зал № 33. Россия в эпоху реформ. 1860—1880-е гг.                                                                                | [ 44 ] |
|                                         | Зал № 34. Эконoмика пореформенной России                                                                                        | [ 45 ] |
|                                         | Зал № 35. Традиции и новации русской культуры конца XIX — начала XX века                                                        | [ 46 ] |
| Третий этаж                             | | |
|                                         | | Выставочные залы |